# Филолошка гимназија „Деже Костолањи” Суботица
Филолошка гимназија „Деже Костолањи” је гимназија која се налази на Тргу жртава фашизма 21 у Суботици. Основана је 22. априла 2003. године.

## Опште информације
Оснивање гимназије покренуо је Мађарски национални савет 2002. године, а у сарадњи са суботичком самоуправом изградио је план за оснивање. План је 22. априла 2003. године усвојила Скупштина Аутономне Покрајине Војводине.
Ученици и професори имају на располагању у школи имају четири филолошке лабораторије, кабинете за информатику и лабораторију за физику, хемију и биологију,  телевизоре, ДВД и Блу-раy, касетофоне, пројекторе, графоскопе, лаптоп, савремене беле табле као и 70 компјутера са сталном интернет везом, као и две смарт-борд табле са пратећом опремом.
Школа носи име по Дежи Костолањи, мађарском књижевнику, новинару, публицисти и преводиоцу књижевних дела.